# Mario Zatelli

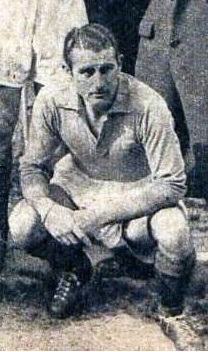
Mario Zatelli (1943)

Mario Zatelli (* 21. Dezember 1912 in Sétif, Algerien; † 7. Januar 2004 in Sainte-Maxime, Département Var) war ein französischer Fußballspieler und -trainer. Er gewann über einen Zeitraum von vier Jahrzehnten in beiden Funktionen insgesamt zehn nationale Titel, dazu zwei als Sportdirektor, und spielte sowohl für Marokko als auch für Frankreich international. Obwohl er bei zahlreichen Vereinen unter Vertrag gestanden hatte, wird sein Name bis heute insbesondere mit Olympique Marseille (häufig zu OM abgekürzt) verbunden, für den er viele Jahre arbeitete. Er ist dort bis in die Gegenwart (Stand: Dezember 2012) der Trainer, der während der größten Zahl von Pflichtspielen für Marseilles Mannschaft verantwortlich war.

## Spielerkarriere

### In seinen Klubs
| Vereine als Spieler | von … bis |
| --- | --------- |
| Union Sportive Marocaine de Casablanca                                                                                         | 1929–1935 |
| Olympique de Marseille | 1935–1938 |
| Racing Club de Paris | 1938–1940 |
| Toulouse Football Club | 1940–1943 |
| Équipe Fédérale Marseille-Provence                                                                                             | 1943/44   |
| Olympique de Marseille | 1945–1948 |
| Union Sportive de Saint-André-les-Alpes (als Spielertrainer in der Division d’Honneur, der damals höchsten Amateurspielklasse) | 1948–1950 |
| Sporting Club de Draguignan (als Spielertrainer in der DH)                                                                     | 1950/51   |

Der als Sohn italienischer Einwanderer in Algerien geborene und in Marokko aufgewachsene Mittelstürmer trat mit 12 Jahren einem Verein aus der katholischen Sportbewegung (Patronage) in Casablanca bei. Seine Laufbahn im Erwachsenenbereich begann 1929 im französisch beherrschten Nordafrika bei der US Marocaine Casablanca; von 1932 bis 1934 gewann er mit dieser Mannschaft dreimal nacheinander die nordafrikanische Fußballmeisterschaft und stand in diesen drei Jahren mit der USM auch im Pokalendspiel. Mario Zatelli war ein torgefährlicher „Strafraumstürmer“ mit einem harten Schuss und einem spektakulären Volley, besaß aber auch ein gutes Auge für den besser postierten Mitspieler. Just Fontaine, der viele Jahre später ebenfalls bei USM gespielt hat, bezeichnete Zatelli als eines seiner frühen Vorbilder. 1935 kam er auf Empfehlung eines dem Verein immer wieder Spieler aus dem Maghreb vorschlagenden Pieds-noirs zum Erstdivisionär Olympique Marseille, der schon seit den 1920ern als „Filiale Algeriens“ galt. Dieser Transfer beschäftigte kurzzeitig sogar die französische Polizei: Olympique führte die Vertragsverhandlungen mit Zatelli und Georges Janin, einem weiteren Algerienfranzosen, per Telegramm; darin verwendeten Verein und Spieler die Decknamen „Lisette“ und „Jeanette“, um zu vermeiden, dass die Konkurrenz von den beabsichtigten Engagements erfuhr. Da in dem regen Telegrammverkehr zwischen Marseille und Nordafrika unter anderem auch längere Zeit über die Höhe der Handgeldzahlungen verhandelt wurde, vermutete die Gendarmerie die Vorbereitung eines Frauenhandels und stellte entsprechende Ermittlungen an.
Zatelli erhielt für seine Vertragsunterschrift schließlich ein Handgeld in Höhe von 50.000 Francs; sein Anfangsgehalt betrug monatlich gut 1.500 FF – in etwa das Doppelte eines Arbeiterlohns – zuzüglich Erfolgsprämien. Daneben arbeitete er als Bankangestellter. Mit Marseille gewann Zatelli unter Trainer Eisenhoffer 1937 den Meistertitel und wurde 1938 Vizemeister sowie, nach einem 2:1-Finalsieg über den FC Metz, Pokalsieger. In diesem Endspiel stand er trotz einer schweren Grippe auf dem Platz. Zu seinen Mitspielern in den drei Spielzeiten gehörten unter anderem Alcazar, Aznar, Ben Bouali, Kohut, Weiskopf und die Torhüter Di Lorto bzw. „Jaguar“ Vasconcelos.
Zatelli selbst platzierte sich in diesen Jahren bei Olympique immer unter den besten zehn Ligatorschützen: 1935/36 Rang 9 mit 15 Treffern, 1936/37 Zweiter (28) und 1937/38 Siebter (20). „Der schöne Mario“, wie er wegen seines sanften Blicks, der stets ondulierten Frisur und der außerhalb der Stadien lockeren Lebenseinstellung schnell genannt wurde, blieb gleichwohl zeit seines Lebens ein „leidenschaftlicher und bescheidener Mensch“.
1938 wechselte Zatelli für eine Ablösesumme von 380.000 FF – damals Ligarekord – zu Racing Paris, mit dem er bei Saisonende den dritten Platz in der Division 1 belegte und seine zweite Coupe de France gewann; dabei konnte er verletzungsbedingt nur 14 der 30 Punktspiele bestreiten und auch im Pokalendspiel nicht eingesetzt werden. In der ersten Saison der „Kriegsmeisterschaften“ (1939/40) bestritt Racing überhaupt nur neun Ligapartien, wurde aber erneut Pokalsieger. Auch in diesem Finale stand Zatelli nicht in der Mannschaft und es ist nicht sicher, ob er überhaupt noch zu Einsätzen kam.
Nach Kriegsausbruch und Besetzung Frankreichs kehrte er in den Süden des Landes zurück und erzielte dort seine Treffer bis 1943 für den Toulouse FC, zu dem mit Dupuis, Diagne und Keller weitere Nationalspieler stießen – und insbesondere auch Jean Bastien, der schon in Marseille und Paris Zatellis Mannschaftskamerad gewesen war. Auch hier war er erfolgreich und wurde 1941 Pokalsieger im unbesetzten Teil Frankreichs; dabei erzielte er den Treffer des Tages im Endspiel gegen AS Saint-Étienne – anschließend scheiterte der TFC auf dem Weg ins Landesfinale allerdings am Sieger der besetzten Zone, den Girondins AS du Port. 1943 folgte die Meisterschaft in der Südstaffel der ersten Liga; beide Titel gelten in Frankreich jedoch nur als inoffizielle. Direkt danach wieder in Marseille, gehörte Mario Zatelli der Équipe Fédérale Marseille-Provence an, die in der Meisterschaft mit 15 anderen Regionalauswahlen (anstelle von Klubteams) in einer landesweiten Punkterunde den 9. Platz belegte; Zatelli bestritt nur 14 der 30 Spiele und schoss zwei Tore. Über die Saison 1944/45 ist lediglich bekannt, dass er bei Olympique kein Spiel absolvierte; weshalb dies so war und ob er für einen anderen Verein antrat, ist bisher nicht zu ermitteln.
Ab Sommer 1945 stand er wieder regelmäßig im Angriff von Olympique Marseille, wenn auch 1947/48 nur noch bei wenigen Begegnungen. Diese Saison beendete der Klub auf dem ersten Platz der Tabelle der Division 1; für Mario Zatelli war das sein zweiter offizieller Landesmeistertitel. Anschließend beendete er seine Profikarriere, in der er für OM insgesamt 129 Punktspiele mit 87 Treffern absolviert hatte, schnürte seine Fußballstiefel die nächsten drei Jahre bei zwei Amateurklubs als Spielertrainer und erwarb 1950 das Trainerdiplom; sein Prüfungsthema lautete „Das Spiel des Mittelstürmers und dessen Volleyschuss“.

### In der Nationalmannschaft
International hatte Zatelli schon in seiner Zeit bei USM Casablanca für Marokko gespielt, damals noch keine offizielle Nationalelf; unter anderem war er am 4:1-Sieg gegen Frankreichs B-Team beteiligt. Bei der Fußball-Weltmeisterschaft 1938 gehörte er zum französischen Kader, kam dort jedoch nicht zum Einsatz, weil Nationalmannschaftssélectionneur Barreau auf der Position der Sturmspitze Jean Nicolas vertraute – und nach diesem Turnier Désiré Koranyi. So bestritt Mario Zatelli im Januar 1939 sein einziges A-Länderspiel für die Bleus beim 4:0 über Polen, wobei ihm auch ein Treffer gelang.

## Laufbahn als Trainer und Sportdirektor
| Vereine als Trainer bzw. Sportdirektor                                                                                         | von … bis                                                       |
| --- | --------------------------------------------------------------- |
| Union Sportive de Saint-André-les-Alpes (als Spielertrainer in der Division d’Honneur, der damals höchsten Amateurspielklasse) | 1948–1950                                                       |
| Sporting Club de Draguignan (als Spielertrainer in der DH)                                                                     | 1950/51                                                         |
| Olympique Gymnaste Club de Nice (1951/52 als Sportdirektor)                                                                    | 1951–1953                                                       |
| Olympique d'Hussein-Dey (Algerien)                                                                                             | 1953/54                                                         |
| Club Sportif La Voulte Valence                                                                                                 | 1954–1959                                                       |
| Football Club de Nancy (1959/60 und 1963/64 in D2)                                                                             | 1959–1964                                                       |
| Olympique de Marseille (1964–1966 in D2; Januar 1971–März 1972 als Sportdirektor)                                              | 1964–1966 Nov.1968–Dez.1970 Jan.1971–Mrz.1972 Mrz.1972–Sep.1973 |

### In Nizza und Nancy
Auch in seiner neuen Funktion konnte Mario Zatelli, der in den 1950er Jahren etliche Vereine in Frankreich und Algerien betreute, Erfolge vorweisen. Bei seinem ersten Profiklub OGC Nizza arbeitete er 1951/52 als Sportdirektor, weil Trainer Numa Andoire keine Fußballlehrerlizenz besaß; in diesem Jahr gewann die Mannschaft den Doublé (Sieg in Meisterschaft und Pokal während derselben Saison) und unterlag im Finale der Coupe Latine dem FC Barcelona mit 0:1. In der folgenden Spielzeit übernahm er dort zusätzlich das Traineramt, vermochte den Abstieg aus der Division 1 nur knapp zu verhindern und kam im Pokal nicht über das Viertelfinale hinaus. Dafür führte er nach fünfjähriger Tätigkeit bei einem Amateurverein aus Valence den FC Nancy 1960 aus der zweiten in die höchste Spielklasse zurück und erreichte dort 1962 Rang 4, brachte es zudem bis in das Pokalendspiel (0:1 gegen AS Saint-Étienne). 1963 allerdings stiegen die Lothringer wieder ab und schafften den Wiederaufstieg nicht mehr.

### Wieder in Marseille
Im Sommer 1964 weilte Zatelli in Brüssel, wo ihm die Verantwortlichen des Daring Club ein Vertragsangebot unterbreiteten, als ihn ein Anruf von Olympique Marseille erreichte, der seinen ehemaligen Spieler auf die Trainerbank zurückholen wollte. Dieser reiste umgehend aus der belgischen Hauptstadt ab – „In Brüssel hatte es ununterbrochen geregnet; nach Marseille wäre ich sogar als Trainer der Schülermannschaft gegangen.“ – und ließ sich von OM in die Pflicht nehmen, obwohl der Traditionsverein gerade eine seiner sportlich und finanziell schwärzesten Zeiten durchlebte. Er spielte mit einem Jahr Unterbrechung bereits seit 1959 nur noch in der Division 2, trat beispielsweise beim Heimspiel gegen die US Forbach im Stade Vélodrome vor lediglich 434 zahlenden Zuschauern an und stand dicht vor dem Absturz ins Amateurlager; am Ende dieser Spielzeit hatte Mario Zatelli die Mannschaft wenigstens auf Rang 14 (von 16 Teilnehmern) führen können. Vor Beginn der Saison 1965/66 benannte der Trainer dem neuen Präsidenten Marcel Leclerc ein halbes Dutzend zu verpflichtende Spieler – eine Mischung aus Talenten und Routiniers –, um nicht erneut gegen den Abstieg spielen zu müssen. Das Experiment gelang, und am Ende der Saison 1965/66 hatte Zatelli die neue Elf als Ligazweiten hinter Stade Reims ins fußballerische Oberhaus zurückgebracht. Dennoch wurde er anschließend durch Robert Domergue ersetzt – und nahm dies nicht einmal übel, weil er „Stadt und Verein viel zu sehr liebte, um seine Koffer zu packen“. In der Hinrunde 1968/69 löste er Domergue seinerseits wieder ab und krönte die Saison mit dem Gewinn des Pokals (im Endspiel 2:0 gegen Girondins Bordeaux). Obwohl er OM 1970 zur Vizemeisterschaft geführt hatte und die Mannschaft am Ende der Hinrunde 1970/71 die Tabelle anführte, ließ ihn Präsident Leclerc, ein erfolgreicher Geschäftsmann aus der Medienbranche, der zu spontanen Entscheidungen und Alleingängen neigte, mit Lucien Leduc im Dezember 1970 – in diesem Monat wurde Zatelli von France Football als Trainer des Jahres ausgezeichnet – erneut vorzeitig durch einen anderen Trainer ersetzen, kompensierte dies immerhin mit Zatellis Ernennung zum faktisch aber wenig einflussreichen Sportdirektor.
15 Monate später übernahm „der schöne Mario“ zum dritten Mal die Verantwortung für die Phocéens – so eine in Frankreich geläufige Bezeichnung für die Bewohner der Stadt und die Akteure des Vereins –, mit denen er 1972 die absolute nationale Spitze erreichte. Die gleichermaßen in Abwehr wie Angriff hochkarätig besetzte Mannschaft, in deren Reihen unter anderem Carnus, Bosquier, Novi, Gress, Magnusson, Bonnel, Skoblar und Couécou standen, wurde erneut Pokalsieger und gleichzeitig Landesmeister, gewann mithin den ersten Doublé der Vereinsgeschichte. Für Mario Zatelli selbst waren es die Titel elf und zwölf, rechnet man den von 1971 hinzu, sogar sein dreizehnter. In den europäischen Vereinswettbewerben stand er bei acht Spielen an der Seitenlinie, von denen zwei zu den frühen Höhepunkten Olympiques gezählt werden: das 2:0 gegen Dukla Prag im Pokalsiegerwettbewerb 1969/70, als seine Elf sich durch Loubets Treffer in der Verlängerung noch für das Achtelfinale qualifizieren konnte, und das in Lyon ausgetragene „Heimspiel“ gegen Juventus Turin im Europapokal der Landesmeister 1972/73, wobei der 1:0-Sieg jedoch für ein Weiterkommen nicht ausreichte.
Nach dem zweiten Spieltag der Saison 1973/74 endete seine Cheftrainerzeit in Marseille wieder einmal vorzeitig; die Frage, weshalb Präsident Leclerc seinen dermaßen erfolgreichen Trainer mehrfach kurzfristig entlassen hat, beantwortet der langjährige Marseiller Journalist und Autor Alain Pécheral wie folgt:

„Im Rückblick unauflösbar miteinander verbunden, waren sie doch nicht unzertrennbar auf ihrem Weg zum Erfolg [des Vereins]: Ersterer fügte Letzterem erstaunlicherweise schwerste Kränkungen zu, indem er ihn trotz seiner positiven Resultate … dreimal feuerte. Dieses Verhalten ist schwer zu verstehen. Aber nichts war jemals einfach bei Marcel Leclerc.“

Offensichtlich duldete der Präsident Zatelli, wie alle Mitarbeiter, nur solange neben sich, wie sie dessen Sicht der Dinge widerspruchslos unterstützten. Eine andere Quelle erklärt die präsidialen Entscheidungen kurz und bündig: „Er war kein Präsident wie die anderen.“ Die Ambivalenz des Verhältnisses der beiden Männer verdeutlicht andererseits Leclercs Lob „Das ist kein Trainer, das ist ein Kenner“.
In den Jahren danach war Zatelli dennoch häufiger Gast im Stade Vélodrome, machte sich im Klub gelegentlich mit Rat und Tat nützlich und genoss ansonsten seinen Ruhestand – als langjähriger Trainer bei Profivereinen erhielt er vom französischen Verband eine Rente – an der Côte d’Azur. Dort starb er, 91-jährig, im Jahr 2004. Auch fast vier Jahrzehnte nach Beendigung seiner aktiven Zeit ist Mario Zatelli derjenige Trainer, der in der Vereinsgeschichte während der größten Zahl von Pflichtspielen (197) für Marseilles Mannschaft verantwortlich war. (Stand: 21. Dezember 2012)

### Selbstverständnis und Konzept
Als Trainer setzte er zu dieser Zeit – was angesichts seiner eigenen Spielerkarriere verständlich ist – auf ein offensives Konzept mit vier echten Stürmern; während der Spielzeiten von 1969/70 bis 1972/73 schoss Marseille so in 148 Punktspielen 314 Tore. Gleichzeitig kümmerte er sich um den Nachwuchs; mit Albert Emon zählte 1972 ein 18-jähriger Stürmer zum Profikader, den Zatelli vier Jahre zuvor zu Marseilles Jugendmannschaft geholt hatte. Für Joseph Yegba Maya, selbst Torjäger und Mitglied der Pokalsiegerelf von 1969, machten der persönliche Umgang des Trainers mit seinen Spielern und dessen optimistische Grundeinstellung einen wichtigen Teil seines Erfolgsrezeptes aus. Über seine Fähigkeit, anderen diesen Optimismus zu vermitteln, bemerkte Zatelli selbst nach dem Pokalgewinn 1969: „Nie war eine Mannschaft hungriger … Zwei Monate lang sprachen sie von nichts anderem.“ Dazu trug möglicherweise auch ein listiger Schachzug des Trainers bei: schon um den Jahreswechsel 1968/69 hatte er Leclerc zu der großspurigen Zusage („Na schön, dann kommen Sie mal ins Finale!“) provoziert, der Mannschaft eine Million Francs Erfolgsprämie zu bezahlen, falls sie das Pokalendspiel gewänne. Als der zu diesem Zeitpunkt – noch vor dem Sechzehntelfinale – nur höchst theoretisch erscheinende Fall dann tatsächlich eintrat, blieb dem Präsidenten keine andere Wahl; für die Auszahlung wartete er allerdings die Einnahmen aus dem Europapokalheimspiel gegen Dukla Prag ab.
Ein besonderes Erfolgsrezept sah der Trainer bei sich aber nicht:

„Man muss seine Spieler genau beobachten und sie verstehen lernen, darf Spiel und Training nicht als Arbeit begreifen, sondern als Möglichkeit, sich auszudrücken, Freude zu empfinden. Ich glaube nicht an streng einzuhaltende Trainingspläne. Ich glaube, im Leben wie im Spiel, an die Kraft der Improvisation und die Tugend der Einfachheit.“

Herumkommandieren ließ Mario Zatelli sich bei aller Zurückhaltung freilich nicht, sondern er löste Konflikte auf seine eigene Art. Als Marcel Leclerc während eines schwachen Auftritts der Mannschaft von der Tribüne zur Trainerbank eilte, um die Auswechslung des Stürmers Charly Loubet zu verlangen, stand Zatelli wortlos auf, ohne diesem Befehl nachzukommen, und verließ das Stadion. Zuhause erfuhr er aus dem Radio, dass Olympique die Begegnung noch mit 1:0 gewonnen hatte – durch einen Treffer Loubets. Am folgenden Tag empfing der Präsident den Trainer „mit weit geöffneten Armen und Blumen in der Stimme“.

## Palmarès

### Als Spieler
- Französischer Meister: 1937, 1948 (und 1943 Meister der Südstaffel [inoffizieller Titel])
- Französischer Pokalsieger: 1938, 1939 [ohne Einsatz im Endspiel], evtl. 1940 (und 1941 Pokalsieger im unbesetzten Teil Frankreichs [inoffizieller Titel])
- Nordafrika-Meister: 1932, 1933, 1934
- zweitbester Torschütze der Division 1: 1936/37
- Internationaler für die marokkanische Auswahl; 1 A-Länderspiel (1 Treffer) 1939 für Frankreich, Mitglied des französischen WM-Kaders 1938

### Als Trainer
- Französischer Meister: 1972 (und anteilig [Hinserie] 1971, zudem Vizemeister 1970)
- Französischer Pokalsieger: 1969, 1972 (und Finalist 1962)
- Französischer Trainer des Jahres: 1970[40]

### Als Sportdirektor
- Französischer Meister: 1952 (und anteilig [Rückserie] 1971)
- Französischer Pokalsieger: 1952
- Finalist der Coupe Latine: 1952